# ウリセス・ソリス
ホセ・ウリセス・ソリス・ペレス（Jose Ulises Solis Perez、1981年8月28日 - ）は、メキシコの男性プロボクサー。ハリスコ州グアダラハラ出身。元IBF世界ライトフライ級王者。「アーチー」(Archie) の愛称を持つ。
元WBA世界スーパーフェザー級暫定王者ホルヘ・ソリスは実兄。

## 来歴
2000年4月7日に18歳でプロデビューする。無敗のまま2003年8月9日にはメキシコライトフライ級王座を獲得した。同年10月24日にはWBAフェデセントロライトフライ級王座を獲得した。メキシコライトフライ級王座は3度防衛し、WBAフェデセントロライトフライ級王座は防衛戦を行わず返上し、2004年7月30日に世界タイトルマッチとしてネルソン・ディーパの持つWBO世界ライトフライ級王座に挑戦するが、2-0の判定負けを喫し王座獲得に失敗した。
その後、ノンタイトル戦を挟んで2005年6月17日にIBF世界ライトフライ級挑戦者決定戦に勝利して、2006年1月7日にアメリカ合衆国・ニューヨークのマディソン・スクエア・ガーデンでウィル・グリッグスピーの持つIBF世界ライトフライ級王座に挑戦し12回判定で勝利して王座を獲得した。
2006年3月25日、元WBC世界ライトフライ級王者のエリック・オルティスと対戦し、9回TKO勝利で初防衛に成功した。
2006年8月4日、15戦無敗のチャレンジャーオマール・サラドと対戦するも、1-0(115-113、114-114、114-114)のドロー判定で2度目の防衛に成功した。
2007年1月25日、リカルド・ロペスと対戦経験がある元IBF世界ライトフライ級王者のウィル・グリッグスピーと対戦し、8回終了時TKO勝ちで3度目の防衛に成功した。
2007年5月19日、元WBCミニマム級王者のホセ・アントニオ・アギーレと戦い、9回TKO勝利で4度目の防衛に成功した。
2007年8月4日、5度目の防衛戦にロデル・マヨールを迎え撃ち、8回TKO勝利で5度目の防衛に成功した。
その後KO勝利で6度目の防衛に成功したソリスは7度目の防衛戦の相手に、ノニト・ドネアの兄グレン・ドネアと対戦し、3者ともにフルマークが付く(120-108、120-108、120-107)圧勝で7度目の防衛に成功した。
2008年11月2日、アグアスカリエンテス州・アグアスカリエンテスのラ・フェリア・デ・サン・マルコスでネリス・エスピノサに3-0（118-107、117-107、115-109）の判定勝ちで8度目の防衛に成功した。
2009年4月19日、フィリピン・メトロ・マニラ・ケソンのアラネタコロシアムでブライアン・ビロリアに11回2分56秒KO負けを喫し9度目の防衛に失敗、王座から陥落した。
2010年7月3日、アメリカ合衆国・ネバダ州・リノのグランドシエラリゾートでエリック・オルティスと4年3か月ぶりに再戦し、3-0（98-89、98-89、99-88）の判定勝ちを収めた。
2010年12月18日、アルゼンチン・ブエノスアイレス州・マル・デル・プラタのクルブ・アトレティコ・オンセ・ウニドスでルイス・アルベルト・ラサルテが持つIBF世界ライトフライ級王座に王座返り咲きを目指し挑戦するも、0-1（113-113、113-113、117-109）の判定で引き分けた為、王座返り咲きに失敗した。
2011年4月30日、アルゼンチン・ブエノスアイレス州・マル・デル・プラタのクルブ・アトレティコ・オンセ・ウニドスでルイス・アルベルト・ラサルテと再戦し、3-0の判定勝ちを収め、王座に返り咲きに成功した。
2011年7月23日、留守中にグアダラハラの自宅に泥棒が入り自身が所持するベルトが盗難に合うという被害にあった。
2011年8月27日、ハリスコ州グアダラハラのアウディトリオ・ベニート・フアレスでジェザー・オリバー(フィリピン)とIBF世界ライトフライ級王座2期目の初防衛戦を敢行し、12回大差判定(120-108・119-109・118-110)勝ちを収め初防衛に成功した。
2011年10月25日、WBC世界スーパーウェルター級王者サウル・アルバレスと一緒にトレーニングしていたら、アルバレスに「オレのガールフレンドにちょっかいを出した」と言われ何発か殴られた為、ソリスは歯と顎を骨折し12月に予定されていた2度目の防衛戦の延期を余儀なくされたとのソリスの主張に、アルバレスは「暴行現場にいたことは認めますが、兄弟がソリスを暴行したのであって、自分は手を出していない」と反論 、結果的にソリスは長期休養に入り、暫定王者ジョンリル・カシメロを誕生させることに繋がった。
2012年7月31日、復帰戦を行う目処が立たないことからIBF世界ライトフライ級王座を剥奪された。
減量苦を理由にフライ級に転向した。
2012年11月3日、ヘスス・イリベとフライ級のテスト戦を行い、2回と7回にボディショットでダウンを奪い、7回KO勝ちを収めテスト戦をクリアした。
2013年3月9日、エドガル・ソーサと3度目となる対戦でソーサが持つWBCフライ級シルバー王座に挑戦するも、2回に強烈な左カウンターを喰らい大の字となりレフリーが10カウントし立てなかったため試合がストップ2回2分12秒KO負けでかつての雪辱を許す形となった。ちなみにこの試合の勝者は五十嵐俊幸との挑戦権も同時に賭けられていたため、事実上の指名挑戦者決定戦として行われており結果ソーサが五十嵐への挑戦権を獲得した。

## 獲得タイトル
- メキシコライトフライ級王座（防衛3=返上）
- WBAフェデセントロライトフライ級王座（防衛0=返上）
- IBF世界ライトフライ級王座（1期目は防衛8、2期目は防衛1=剥奪）